# 六角石斑魚
六角石斑魚，俗名為六角格仔、石斑、花點格、鱸狸，為輻鰭魚綱鱸形目鱸亞目鮨科的其中一個種。
该物种的模式产地在塔希提岛。

## 分布
本魚廣泛分布於印度洋－西太平洋熱帶海域。

## 深度
水深3至30公尺。

## 特徵
本魚體長橢圓形，側扁而粗壯，眶間區略凸。眼小，短於吻長。口大；上下頜前端具小犬齒或無，兩側齒細尖，下頜約3至5列。體被細小櫛鱗；側線鱗孔數54至60枚；縱列鱗數89至100枚。身體為紅褐色或青褐色，有六角形之深色斑點，形成網狀斑紋，沿背面有5個深色大斑，向上擴展至背鰭基部以上。背鰭具硬棘6枚，軟條14至15枚；臀鰭硬棘3枚，軟條8枚；腹鰭腹位，末端延伸不及肛門開口；胸鰭圓形，中央之鰭條長於上下方之鰭條，且長於腹鰭，但短於後眼眶長；尾鰭圓形。體長可達45公分。

## 生態
本魚主要棲息在岩礁性的珊瑚礁海岸，以魚類和甲殼類為食。

## 經濟利用
為美味的食用魚，適合各種烹調方式。